# Janis Tanaka
Janis Tanaka (São Francisco, 9 de janeiro de 1963) é uma baixista estadunidense. que já trabalhou como musicista de estúdio e em turnê com inúmeros artistas bem conhecidos, como Pink, Fireball Ministry, Hammers of Misfortune, Stone Fox e L7. Ela também era baixista do Pagan Babies, uma banda feminina formada por Courtney Love, Kat Bjelland e Deirdre Schletter. na década de 1980. Ela atualmente toca na banda Winterthrall. Tocando com toda formação do sexo feminino da banda Femme Fatale.
Também já atuou em alguns filmes: Live Freaky! Die Freaky!, Down and Out With Dolls e no The Year of My Japanese Cousin.